# Cléopâtre Darleux
Cléopâtre Darleux (født 1. juli 1989 i Mulhouse) er en fransk håndboldspiller, der spiller i Brest Bretagne Handball som målvogter. Hun spiller også for Frankrigs håndboldlandshold.

## Klubhold
Hun begyndte at spille håndbold som 9-årig i Wittenheim/Ensisheim. Efter ophold i Kingersheim, ESBF Besançon og Issy les Moulineaux, kom hun i 2009 til topklubben Metz Handball. Her var hun med til at vinde det franske mesterskab i 2011. I både 2010 og 2011 vandt Metz også pokalturneringen, Coupe de la Ligue. Cléopâtre Darleux skiftede i sommeren 2011 til Arvor 29 fra Brest. Her var hun i sæsonen 2011/12 med til at vinde det nationale mesterskab og pokalturneringen.
Den 17. august 2012 annoncerede Viborg Håndbold Klub og Darleux, at hun skiftede til den danske klub på en 2-årig kontrakt med øjeblikkelig virkning.

## Landshold
Cléopâtre Darleux fik debut for Frankrigs A-landshold i 2008.
Ved Verdensmesterskaberne 2009 og 2011 var Darleux med til vinde sølvmedaljer. I november 2012 havde hun spillet omkring 100 kampe og scoret over 2 mål for landsholdet.
Hun var med til at vinde OL-guld i håndbold for Frankrig, ved Sommer-OL 2020 i Tokyo, efter finalesejr over Rusland, med cifrene 30-25.

## Meritter som håndboldspiller
- Fransk mester (Metz Handball) – 2011
- Fransk mester (Arvor 29) – 2012
- Dansk mester (Viborg HK) – 2014
- VM 2011 sølv (Frankrig) - 2011
- VM 2009 sølv (Frankrig) – 2009